# Џон Едгар Хувер
Џон Едгар Хувер (енгл. John Edgar Hoover; Вашингтон, 1. јануар 1895 — Вашингтон, 2. мај 1972), познат у јавности као Џеј Едгар Хувер, био је први директор Федералног истражног бироа (ФБИ) САД.
Године 1924. је постављен је за директора Истражног бироа, који је био претеча ФБИ, и учествовао је у оснивању ФБИ 1935. године, оставши на његовом челу до смрти 1972. године. Док је био жив, Хувера је већи део америчке јавности веома поштовао, али након смрти су се појавиле разне оптужбе које су умањиле његов углед.
Хувер је био директор ФБИ током чак осам председничких администрација, у дугом периоду који се протезао од прохибиције, Велике депресије, Другог светског рата, до Корејског рата, Хладног рата, и Вијетнамског рата. Током овог периода, Сједињене Државе су прешле велики пут од руралне земље са јаким изолационистичким тенденцијама до урбанизоване суперсиле.
Добитник Медаље Михајла Пупина коју додељује Универзитет Колумбија сваке године за посебне заслуге, за допринос националним интересима Америке.